# Aydée Anzola Linares
Aydée Anzola Linares, plus connue sous le nom de Aydée Anzola, née à La Palma (Cundinamarca) le 12 octobre 1923 et morte à Bogota le 21 mai 2014, est une avocate colombienne.
Aydée Anzola Linares est l'une des premières femmes diplômées en droit de l'université libre de Colombie en 1947, peu après Soledad Peña R., première femme diplômée, également en droit, en 1946. Elle est également la première femme conseillère au Conseil d'État de Colombie.
En 1953, elle est une des huit femmes qui portent une pétition de 3 000 femmes auprès de la Commission des Études Constitutionnelles, demandant de garantir « une forme stable et légale du vote féminin » en Colombie. Les sept autres personnalités féminines sont Esmeralda Arboleda (en), Magdalena Fetty, Ismenia de Mujica, Isabel Lleras (es) de Ospina, Noemí de Greiff, María Currea Manrique et Josefina Valencia Muñoz. Le droit de vote pour les femmes est finalement accordé en Colombie le 25 août 1954.